# Microsoft Windows Vista

Das Logo von Windows Vista

Der neue Installationsvorgang von Windows Vista

Das Betriebssystem Windows Vista (in romanischen Sprachen für „Aussicht, Ausblick“, ursprünglich vom Lateinischen videre, „sehen“) ist der Nachfolger von Windows XP und der Vorgänger von Windows 7. Windows Vista wurde im November 2006 von Microsoft zunächst nur für Geschäftskunden veröffentlicht und war ab Ende Januar 2007 auch für Privatkunden erhältlich. Der Support wurde durch Microsoft am 11. April 2017 eingestellt.

## Entwicklungsgeschichte
Windows Vista wurde als Nachfolger von Windows XP mit der Versionsnummer NT 6.0 entwickelt. Es wurde als erstes Microsoft-Betriebssystem vollständig nach Microsofts Security Development Lifecycle produziert. Erstmals wurde Windows Longhorn (der interne Arbeitsname von Windows Vista), noch vor der Veröffentlichung von Windows XP, von Microsoft im Sommer 2001 angekündigt. Damals war es als Zwischenschritt zwischen XP und der übernächsten Version (damals Blackcomb) gedacht und sollte bereits Ende 2003 erscheinen. Dies verzögerte sich jedoch immer weiter, sodass die Entwicklungsarbeit an der Version für Unternehmen am 8. November 2006 abgeschlossen wurde, während die Entwicklung der Version für Privatanwender noch einige Wochen weiter lief. Verfügbar wurde Windows Vista im November 2006 für Unternehmen und Entwickler bzw. am 30. Januar 2007 für Privatkunden.
Aufgrund der Verzögerungen hatte Microsoft kurzfristig auch Shorthorn in Planung, eine Zwischenversion zwischen Windows XP und Longhorn. Diese Zwischenversion wurde dann aber verworfen, um Longhorn schneller fertigzustellen. Einige Eigenschaften von Shorthorn wurden in das Service Pack 2 für Windows XP, andere in Vista integriert.
Einer der Gründe für die Verzögerungen sind viele Funktionen, die ursprünglich erst für Blackcomb geplant waren, jedoch schon in Vista implementiert wurden. Andererseits fielen zunächst vorgesehene Funktionen und Neuerungen weg, so wurde die eigentlich für Vista geplante assoziative Dateiverwaltung WinFS erst auf einen Zeitpunkt nach Veröffentlichung von Vista verschoben, um, so Microsoft, die Entwicklung von Vista in einer „vernünftigen Zeitspanne“ abzuschließen, später dann aber ganz aufgegeben. Auch war ursprünglich geplant, unter dem Namen Next-Generation Secure Computing Base in Windows Vista eine Trusted-Computing-Umgebung einzuführen. Als Folge von Entwicklungsproblemen und massivem Protest wurde dieser Plan jedoch wieder verworfen.
Vom 30. August 2005 an veröffentlichte Microsoft monatliche „Community Technical Previews“ für MSDN-Abonnenten und ausgewählte Betatester, die am 8. Juni 2006 durch einen öffentlichen Betatest, genannt „Customer Preview Program“, abgelöst wurden, bei dem ein Download der Entwicklungsversion 2 von Windows Vista möglich war. Am 1. Juli 2006 wurde die Downloadmöglichkeit wieder eingestellt, da laut Microsoft die Anzahl an „Testern“ (= Registrierungen) groß genug war. Auch der erste Release Candidate (RC1) von Windows Vista war ab dem 6. September 2006 öffentlich verfügbar. Insbesondere waren Neuerungen im Bereich der Sicherheit zu finden, außerdem wurden Fehler bereinigt. Am 7. Oktober 2006 folgte der „Release Candidate 2“ (RC2, Build 5744) als letzte öffentliche Version.
Weitere Versionen wurden hauptsächlich intern getestet. Bekannt ist insbesondere noch der Build 5808, der am 22. Oktober 2006 an einige Tester verteilt wurde. Der Versionssprung könnte durch das Hinzufügen der letzten unveröffentlichten Funktionen (Systemtöne, Startlogo etc.) zu erklären sein.
Am 8. November 2006 wurde die endgültige Version für Unternehmen erstellt. Sie trägt, wie die Version für Privatkunden, die Buildnummer 6000.
Nach einer Schätzung des amerikanischen Wirtschaftsmagazins BusinessWeek hatte Microsoft fünf Jahre lang rund 10.000 Angestellte für das Projekt eingesetzt und etwa 10 Milliarden US-Dollar in die Entwicklung investiert. Microsoft selbst beziffert die Kosten für die Entwicklung auf 6 Milliarden Dollar.
Die Washington Post berichtete 2007, dass Microsoft – ähnlich wie Apple bei der Entwicklung von Mac OS X – mit zahlreichen US-Behörden, darunter auch mit der NSA, und internationalen Einrichtungen zusammengearbeitet hat, die als Microsoft-Großkunden an Test und Entwicklung des neuen Betriebssystems mitwirken wollten.

## Editionen
Windows Vista war in sechs verschiedenen Editionen erhältlich, die sich in Produktumfang und Preis unterschieden: als Starter (lediglich für Schwellenländer), Home Basic (für Wachstumsmärkte und Netbooks), Home Premium (inklusive Media Center – für den breiten Markt gedacht), Business (für mittlere und kleinere Unternehmen konzipiert), Enterprise (Volumenlizenzen für Geschäftskunden) und als Ultimate (vereint alle Funktionen der anderen Versionen, ausgen. Starter).
Alle Versionen befinden sich auf derselben DVD und die Installationsroutine erkennt anhand des Produktschlüssels, welche Version installiert werden soll.
| Edition                    | Beschreibung | Sicherheitskrit. Updates bis |
| -------------------------- | --- | ---------------------------- |
| Windows Vista Starter      | Ähnlich wie die Windows XP Starter Edition ist diese Version stark eingeschränkt. Vista Starter ist vor allem für Entwicklungsländer konzipiert und soll illegalen Kopien vorbeugen. Wie schon beim Vorläufer ist es nur möglich, drei Programme gleichzeitig zu starten; sie ist auch die einzige Version, die nur eine 32-Bit-Unterstützung enthält. | 11. April 2017               |
| Windows Vista Home Basic   | Vista Home Basic stellt eine abgespeckte Version für den Hausgebrauch dar. Der erweiterte Grafikmodus Aero Glass zählt nicht zum Funktionsumfang der Home-Basic-Version. Sie bietet Basisfunktionen und ist nicht für einen erweiterten Multimediagebrauch gedacht. | 11. April 2017               |
| Windows Vista Home Premium | Diese erweiterte Version von Vista Home Basic ist für den privaten Markt konzipiert. Sie hat einige zusätzliche Funktionen wie zum Beispiel die Unterstützung von HDTV und das Schreiben von DVDs. Außerdem weist Microsoft darauf hin, dass die Premium-Edition eine Xbox 360 als Windows-XP-Media-Center-Edition-Extender nutzen kann. Diese Version ist also vergleichbar mit Windows XP Media Center Edition 2005, ihr fehlt aber zum Beispiel die Möglichkeit, einer Domain beizutreten.                                                                                         | 11. April 2017               |
| Windows Vista Business     | Ähnlich wie Windows XP Professional zielt diese Version auf den Unternehmensbereich. Sie unterstützt Windows Server Domains und ist mit einer neuen Version des Webservers IIS ausgestattet. | 11. April 2017               |
| Windows Vista Enterprise   | Diese auf Vista Business basierende Version ist vor allem für Großkunden gedacht und bietet zusätzlich unter anderem die Festplattenverschlüsselung BitLocker, den PC-Emulator Virtual PC Express sowie ein Subsystem, mit dem Unix-Programme (unverändert) unter Vista laufen. Diese Version wird in einer sogenannten Volumenlizenz an Großkunden verkauft. Im Gegensatz zu Windows XP müssen Vistas Volumenlizenzen auch aktiviert werden. Um den Administrationsaufwand zu verringern, stellt Microsoft einen eigenen Aktivierungsserver für Unternehmensnetzwerke zur Verfügung. | 11. April 2017               |
| Windows Vista Ultimate     | Vista Ultimate vereinigt die Funktionen der anderen Versionen und richtet sich laut Microsoft an Kleinunternehmer, die ihren PC privat und geschäftlich nutzen, sowie an Privatanwender, die ihren Rechner sowohl zu Hause als auch im Unternehmensnetzwerk betreiben. Diese Ausbaustufe ermöglicht dem Anwender, die Systemsprache frei zu ändern. Dies ist auch nachträglich, das heißt nach dem „Upgrade“ auf diese Version, möglich. | 11. April 2017               |

Der Mainstream-Support endete am 10. April 2012. Ursprünglich sollten nur die für den Unternehmenseinsatz gedachten Business- und Enterprise-Versionen den dann folgenden Extended Support erhalten, bei dem Microsoft weiterhin Sicherheitsupdates bietet. Am 20. Februar 2012 gab Microsoft jedoch bekannt, dass alle Windows Vista-Versionen diesen Extended Support bis zum 11. April 2017 erhalten.
Bis auf Windows Vista Starter (ehemals „Windows Starter 2007“) sind alle Versionen in einer 32-Bit- und einer 64-Bit-Version erhältlich. Windows Vista besitzt im Gegensatz zu Windows XP x64, das nur eine rudimentäre 64-Bit-Version als Zwischenlösung besaß, eine verbesserte x64-Unterstützung.
Bei Versionen für den europäischen Markt unterscheidet Microsoft (wie schon bei Windows XP) noch die „normale Edition“ und die „N-Edition“. Die EU-Wettbewerbskommission hatte Microsoft vorgeschrieben, auf eine Bündelung des Betriebssystems mit dem Windows Media Player zu verzichten, um Konkurrenten im Multimediabereich nicht zu benachteiligen.

## Neuerungen

### Die Benutzeroberfläche Aero
Die wohl populärste Neuerung in Vista ist Aero, die neue vektorbasierte Benutzeroberfläche von Windows. Der Name leitet sich ab vom griechischen Begriff für „Luft“, und soll ein Backronym für „authentisch, energetisch, reflexiv, offen“ sein. Im sogenannten Aero-Glass-Modus bietet die Oberfläche dem Benutzer Anwendungsfenster mit Schattenwurf, halbtransparenten Rahmen sowie flüssige Animationen beim Minimieren, Wiederherstellen, Schließen und Öffnen. Diese Oberfläche ist ab der Home-Premium-Edition enthalten. Um die Funktionen optimal nutzen zu können, muss ein sogenannter „WDDM“ (Windows Display Driver Model)-Treiber für die entsprechende Hardware installiert werden. Der Mauszeiger wurde auch verändert: Bei Hintergrundaktivität oder Auslastung wird nun (statt der Sanduhr) ein animierter „Kringel“ angezeigt. Der Zeiger wurde allgemein etwas kürzer.
Mit dem Mauszeiger lassen sich auf der Anwendungsleiste Vorschaufenster der Anwendungen zeigen.
Mit Flip 3D kann man in Windows Vista zwischen mehreren Fenstern in einer 3D-Ansicht wechseln. Diese kann via Taskleiste oder mit +↹ aufgerufen werden.

### Integration einer Sidebar
Neu sind Microsofts Minianwendungen. Dies sind kleine spezialisierte Dienstanwendungen, die in einer Sidebar auf dem Desktop eingebunden werden können und beispielsweise Informationen über Nachrichten, das Wetter und Ähnliches anzeigen. Die Sidebar ist in der Voreinstellung aktiviert. Im Vista-Nachfolger Windows 7 wurde die Funktion leicht verändert beibehalten. Die Sidebar wurde deaktiviert, jedoch lassen sich die Minianwendungen (Gadgets) über die Systemsteuerung einzeln an beliebiger Stelle auf dem Desktop platzieren. Später (2012) erklärte Microsoft aus Sicherheitsgründen eine Abkehr von diesem Konzept und empfahl die völlige Deaktivierung von Sidebar und Gadgets.

### Windows-Kontakte
Das aus XP bekannte Programm Adressbuch wurde überarbeitet und in „Windows-Kontakte“ umbenannt.

### Windows Mail

Windows Mail

Das E-Mail-Programm Windows Mail kommt als Nachfolger von Outlook Express zum Einsatz und ersetzt dieses. Windows Mail enthält einen integrierten Spamfilter, welcher ohne Voreinstellung selbstständig Spamnachrichten ausfiltern kann und monatlich über Microsoft Update aktualisiert wird.

### Windows Kalender
In Windows Vista wurde ein Programm namens Windows Kalender eingeführt. Mit diesem kann man mehrere Kalender erstellen und in diese Termine eintragen.

### Snipping Tool
Snipping Tool, das erstmals mit Windows XP Tablet PC Edition ausgeliefert wurde, ermöglicht das Erstellen von Screenshots mit einer grafischen Benutzeroberfläche. Es ist nun auch möglich, einzelne Bildschirmbereiche, den gesamten Bildschirm oder ein Fenster aufzunehmen. Snipping Tool ist für die Windows-Vista-Editionen Home Premium, Business, Enterprise und Ultimate verfügbar, mit Windows Vista Starter und Home Basic wird es nicht vertrieben.

### Windows-Fotogalerie
Das mit Windows XP eingeführte Programm Windows Bild- und Faxanzeige wurde mit Windows Vista umbenannt in Windows-Fotogalerie. (Seit Windows 7 heißt es Windows-Fotoanzeige.) Das Programm wurde überarbeitet und an die Aero-Oberfläche angepasst, zudem bietet es auch ein paar mehr Funktionen zur Bearbeitung oder verbesserten Darstellung von Bildern.

### Windows Live Messenger Download
Der in Windows XP veröffentlichte Windows Messenger wurde in Vista in den Windows Live Messenger umbenannt. Dieser wurde aus Windows auch entfernt. Er muss mit dem Softwarepaket Windows Essentials (früher Windows Live Dashboard und Windows Live Essentials) nachinstalliert werden. Das Paket gibt es kostenlos auf der Microsoft-Website. Der Link „Windows Live Messenger Download“ leitet nun zur Skype-Website weiter, da der Messenger-Dienst eingestellt wurde.

### Überarbeitung der Suchfunktion
Die Suche wurde komplett überarbeitet, so werden Suchergebnisse bei laufender Suche angezeigt. Die Windows-Vista-Suche ermöglicht das Hinzufügen von mehreren Filtern, um die Suche stetig zu verfeinern (zum Beispiel „Datei enthält das Wort 'Beispiel'“), jedoch erst nachträglich. In Windows Vista ist in das Startmenü außerdem ein Suchfeld eingebaut, das zum schnelleren Start von Anwendungen dienen und das Auffinden von Dokumenten und E-Mails erleichtern soll. Suchanfragen können, wie die Intelligenten Ordner unter macOS, gespeichert werden und dann als virtuelle Ordner fungieren, indem beim Öffnen eines solchen Ordners die entsprechende Suchanfrage automatisch ausgeführt wird und deren Ergebnisse als normaler Ordner dargestellt werden. Die Vista-Suche basiert auf einer erweiterten und verbesserten Version des Indizierungsdienstes für die Windows-XP-Suche. Mit Windows Vista Service Pack 1 ist die Schaltfläche Suchen vom Startmenü entfernt worden, da diese durch das Suchfeld ersetzt wurde.

### Kontrollfunktionen für Eltern
Eltern können festlegen, wann, wie lange und mit welchen Programmen ihre Kinder den Computer benutzen dürfen. Auch die Einschränkung des Internetzugriffs ist möglich. Schließlich beinhaltet die neue Funktion auch die Möglichkeit, die Nutzung des Computers zu überwachen. Die Software Windows Live Family Safety ermöglicht weiteres Einschränken und ist im Paket Windows Essentials (früher Windows Live Essentials und Windows Live Dashboard) enthalten. Dieses Softwarepaket gibt es auf der Microsoft Website kostenlos zum Download.

### Sicherheit
Mit Windows Vista wurde eine erweiterte Benutzerkontensteuerung eingeführt, die das Arbeiten mit unterschiedlichen Benutzerrechten erleichtern soll, um die Sicherheit zu erhöhen. Der Anwender arbeitet nun nach der Installation des Betriebssystems standardmäßig mit eingeschränkten Benutzerrechten. Sobald eine Anwendung administrative Berechtigungen für die Ausführung benötigt, wird ein Dialogfeld angezeigt, welches extra zu bestätigen ist, damit diese Anwendung mit Administratorrechten ausgeführt werden kann.
Vista enthält zudem neue Sicherheitsmaßnahmen, um das Ausnutzen von Schwachstellen des Betriebssystems oder der Anwendungsprogramme zu erschweren. Dazu gehört vor allem die Adressverwürfelung (ASLR). Mit dem 1. Service Pack wurde die Structured Exception Handler Overwrite Protection (SEHOP) eingeführt, die jedoch standardmäßig deaktiviert ist.

### Speichermanagement
Die Funktionen ReadyBoost und SuperFetch sollen den Start des Betriebssystems und der Programme beschleunigen. Zudem wurde das Dateisystem NTFS aktualisiert, so dass es unter anderem atomare Operationen auf Dateisystemebene unterstützt. Vista unterstützt das Lesen und Schreiben von DVD-RAM per Drag and Drop (→ Universal Disk Format) und kann WebDAV-Ordner im Explorer einbinden (Ersteres ist unter Windows XP nur mit Zusatzsoftware möglich).

### Technische Veränderungen
Vista wird mit einer neuen Version der Grafikschnittstelle DirectX in der Version 10 ausgeliefert. Diese API ermöglicht eine schnellere Ausführung der Grafikfunktionen und zeichnet sich durch eine geringe Erweiterung der Effektpalette aus.
Der Internet Explorer, jetzt „Windows Internet Explorer“ genannt, ist in Version 7.0 vorhanden. Weitere neue Anwendungen sind die Spiele Schach-Giganten, Mahjongg-Giganten und Lila Land, das Sicherungsprogramm Windows Backup (ersetzt das alte NTBackup), Windows Kalender (mit WebDAV-Unterstützung), Notizzettel, „Windows Teamarbeit“ (Kollaboration) und Windows Defender (Schutz vor Spyware).
Zudem gibt es mit .NET Framework 3.0 eine neue, auf das .Net-Framework basierende Programmierschnittstelle für Windows, das Anwendungsprogrammierern Zugriff auf die neuen Funktionen von Windows Vista ermöglichen soll. Den Kern von .NET Framework 3.0 bilden die vier Bestandteile Windows Presentation Foundation (WPF), Windows Communication Foundation (WCF), Windows Workflow Foundation (WF) und Windows CardSpace. Zusätzlich verwendet Vista das neu erstellte CNG für kryptographische Aufgaben.
- Mobilitätscenter: Vista ermöglicht auf mobilen Geräten spezielle Zusatzfunktionen, zum Beispiel für einen vereinfachten Anschluss eines Projektors bei einer Präsentation. Diese Funktionen sind im „Vista-Mobilitätscenter“ zusammengefasst und können (bei Vista-Notebooks) mit der Tastenkombination Win+X aufgerufen werden.
- Windows Rally: Dies ist eine Gruppe von Netzwerkprotokollen, um die Konfiguration, Diagnose und Instandhaltung von vernetzten Computern, Routern und anderen Netzwerkkomponenten zu vereinfachen. Zum Beispiel wird die Vista „Network Map“ durch das Link-Layer-Topology-Discovery-Protokoll erstellt.

Die Unterstützung von DirectSound-3D-Hardwarebeschleunigung wurde entfernt, als Ersatz wird auf eine Softwareemulation zurückgegriffen, bei der die Toneffekte von der CPU gemischt bzw. erzeugt werden. Computerprogramme, die DirectSound 3D verwenden, wie z. B. Spiele, können daher nicht mehr direkt auf die Audiohardware zuzugreifen und erweiterte 3D-Effekte der Hardware (wie zum Beispiel EAX) benutzen. DirectSound 3D als solches und DirectSound-3D-Toneffekte werden weiterhin unterstützt. Außerdem ist die Auslagerung und Beschleunigung durch Hardwareaudioprozessoren noch durch die freie OpenAL-Schnittstelle möglich.
Unter dem Namen XML Paper Specification (XPS, vormals „Metro“) ist Microsofts geräteunabhängiges Dokumentenformat integriert, das auf XML basiert. Es ist in vielerlei Hinsicht ähnlich Adobe Inc.' PDF. XPS soll Benutzern ermöglichen, Dateien ohne das Originalprogramm, mit dem sie erstellt wurden, zu betrachten, zu drucken und zu archivieren. XPS dient unter Windows Vista als Standardformat für die Druckausgabe und soll in Zukunft auch von Druckern direkt unterstützt werden.
Windows Vista unterstützt das Universal Disk Format (UDF). Diese Alternative zu FAT und NTFS ist vor allem für DVD-RAM von Bedeutung.
Das Hilfesystem wurde unter dem Namen AP Help neu entwickelt. Dieses basiert auf XML und soll Inhalte völlig anders darstellen als von den bekannten HTMLHelp-Dateien gewohnt.
Der TCP/IP-Stack wurde neu konstruiert und profitiert von mehreren physikalischen Prozessoren.

### Spieleexplorer
In Windows Vista wurde der Spieleexplorer eingeführt. Dort werden auf dem Computer installierte Spiele angezeigt. Es können manuell Spiele hinzugefügt werden. Es können auch Informationen zu Altersfreigabe für die Spiele abgerufen werden.

### Kompatibilität und Besonderheiten der 64-Bit-Version
Im Unterschied zur 32-Bit-Version kann die 64-Bit-Version wesentlich mehr Arbeitsspeicher verwalten und somit die bisher geltende 4-GB-Grenze überspringen (effektiv nur 3,12 GB). Mechanismen, mit denen auch die 32-Bit-Version mehr als 4 GB Arbeitsspeicher nutzen kann, wurden anders als in Microsoft Windows Server 2008 nicht ergänzt. Die von den jeweiligen Vista-Versionen maximal unterstützten Arbeitsspeichergrößen unterscheiden sich: Vista Home Basic unterstützt 8 GB RAM, Vista Home Premium 16 GB und Vista Business, Enterprise und Ultimate 128 GB RAM.
Für die 64-Bit-Version wird ein Prozessor benötigt, der den x86-64-Befehlssatz „x64“ unterstützt und somit 64-Bit-Code ausführt. Solche Prozessoren sind zum Beispiel alle AMD Athlon-64- und Phenom-Modelle, die 600er-Serie des Intel Pentium 4, einige Atom-Modelle und der Core 2 Duo.
Windows Vista 64 kann 32-Bit- und 64-Bit-Anwendungen gleichzeitig ausführen. Dafür wird eine WOW64-Kompatibilitätsschicht verwendet. 16-Bit-Anwendungen werden hingegen nicht mehr unterstützt; das 16-Bit-Subsystem für alte MS-DOS- und Win16-Programme, welches auf dem Virtual 8086 Mode basierte, musste in der 64-Bit-Version entfallen, weil der Long-Mode-Betriebsmodus der x86-64-Architektur dies nicht mehr unterstützt. Des Weiteren müssen Treiber im 64-Bit-Format vorliegen, sowie eine digitale Signatur besitzen – dies gilt allerdings nicht für x86-64-Treiber, die mittels User-Mode Driver Framework (UMDF) erstellt wurden.

### Vertriebsmodell
Neu an Vista ist das Windows Anytime Upgrade genannte Vertriebsmodell. Mit dem gleichen Datenträger können je nach Lizenznummer unterschiedliche Editionen installiert werden. Das Medium ist also nicht mehr auf eine Lizenz oder Lizenznummer zugeschnitten. Lediglich die 32-Bit- und 64-Bit-Versionen haben unterschiedliche Medien, erkennbar an der Farbe der Hüllen (grün bzw. blau).

### Hardwarevoraussetzungen
Microsoft gibt als Systemanforderung einen Prozessor mit 800 MHz (empfohlen: 1 GHz), 512 MB RAM (empfohlen: 1 GB, bei der 64-Bit-Version jeweils das Doppelte) und eine Festplatte mit 20 GB (empfohlen: 40 GB) an. Die Voraussetzungen für Grafikkarten hängen von den drei Grafikmodi und der Auflösung ab. Dabei werden im Modus „Classic“ keine weiteren Anforderungen gestellt, in den Aero-Modi müssen jedoch noch weitere Voraussetzungen erfüllt werden. Dazu gehört DirectX 9, da ohne dieses keine Aero-Glass-Effekte ausgeführt werden können. Ist kein DirectX9 oder kompatibler Grafiktreiber vorhanden, wird standardmäßig der Aero-Basis-Modus verwendet, der ein ähnliches Design wie das Design Luna unter Windows XP hat.
Die Umweltorganisation Greenpeace empfahl in diesem Zusammenhang, entweder den alten PC aufzurüsten oder auf Windows Vista zu verzichten.

### Windows SideShow
SideShow erlaubt das Darstellen von Informationen auf kleinen Zweitdisplays auf Geräten mit Windows Vista, zum Beispiel der Uhrzeit auf der Außenseite eines Notebooks.

## Support und Aktualisierungen
Updates werden nicht mehr über den Internet Explorer wie noch bei Windows XP und älter aufgerufen, sondern über die Systemsteuerung. Im Rahmen des monatlichen Patchday veröffentlichte Microsoft regelmäßig Updates für Windows Vista. Bislang sind zwei Service Packs erschienen, die hauptsächlich diese Updates zusammengefasst enthielten. Der Mainstream-Support für Windows Vista endete am 10. April 2012. Am 11. April 2017 veröffentlichte Microsoft zum letzten Mal Updates im Rahmen des erweiterten Supports und beendete damit die Unterstützung für Windows Vista.
| Titel                | Build | Erscheinungsdatum | Supportende    |
| -------------------- | ----- | ----------------- | -------------- |
| RTM                  | 6000  | 25. Januar 2007   | 13. April 2010 |
| Service Pack 1 (SP1) | 6001  | 4. Februar 2008   | 12. Juli 2011  |
| Service Pack 2 (SP2) | 6002  | 29. April 2009    | 11. April 2017 |

### Service Pack 1
Im Februar 2008 stellte Microsoft das erste Service Pack für Vista fertig, das am 18. März 2008 der allgemeinen Öffentlichkeit in den Sprachen Englisch, Deutsch, Französisch, Japanisch und Spanisch zum Herunterladen bereitgestellt wurde. Das Service Pack 1 wird als Komplettpaket in einer jeweils rund 430 MB großen 32- und einer rund 730 MB großen 64-Bit-Variante sowie als etwa 50 MB großes Paket über Windows Update angeboten. Die Erstellung von eigenen Installationspaketen mit integriertem Service Pack soll laut Microsoft nicht möglich sein.
Für die über die Aktualisierungsfunktion (Windows Update) beziehbare Version wird die Installation aller zuvor veröffentlichten Patches vorausgesetzt. Für bestimmte Treiber, die nicht mit Service Pack 1 kompatibel sind, müssen Updates gesondert nachinstalliert werden. Sind auf dem System zusätzliche Windows-Sprachpakete installiert, wird es aktualisiert, wenn zu allen Sprachen eine Service-Pack-1-Version verfügbar ist.
Neben bis zu diesem Zeitpunkt erschienenen Patches beinhaltet das Service Pack 1 eine Unterstützung des BIOS-Nachfolgers EFI. Außerdem wird die Treiberbibliothek mit dem Service Pack 1 auf etwa 80.000 Komponenten erweitert. Das für Speicherkarten konzipierte und mit Windows Mobile 6.0 eingeführte Datenträgerformat exFAT wird unterstützt und das Festplattenverschlüsselungssystem verbessert.
Auf Druck der Google Inc. besteht nach der Installation des Service Packs die Möglichkeit, jedes beliebige Desktop-Suchprogramm als Standard zu definieren.
Microsoft verschärft zudem die Produktaktivierung von Vista und macht unter anderem zwei bekannte Methoden zu deren Umgehung unbrauchbar. Inwieweit dies wirksam ist, ist umstritten. Andererseits wird auf Druck der OEM-Partner und Unternehmenskunden die Sanktionierung von nichtaktivierten Windows-Lizenzen abgemildert, indem der Modus der reduzierten Funktionalität abgeschafft wurde.

### Service Pack 2
Nachdem mit der Auslieferung des vorbereitenden Updates KB955430 Anfang Mai 2009 begonnen wurde, hat Microsoft am 26. Mai 2009 das Service Pack 2 zum Download freigegeben, es setzt ein installiertes Service Pack 1 voraus. Neben den seit der Veröffentlichung von Windows Vista SP1 erschienenen Patches enthält dieses folgende neue Hotfixes und Funktionen:
- Unterstützung des Bluetooth-Standards 2.1
- Beschreibungsfunktion für Blu-ray-Medien
- Die Unterstützung des UTC-Zeitstempels im Dateisystem exFAT
- Unterstützungsfunktion für VIA-64-Bit-Prozessoren
- Integration von Windows Connect Now
- Patch gegen WLAN-Probleme nach Standby
- Integration von Windows Search 4.0 (auch separat erhältlich)
- Verbessertes RSS-Gadget
- Verbesserte Anwendungskompatibilität
- Überarbeiteter Code für weniger Abstürze
- Verständlichere und nützlichere (Fehler-)Meldungen
- Limitierung halboffener TCP-Verbindungen wurde aufgehoben (ehemals auf zehn beschränkt; wurde mit Windows XP SP2 zur Verminderung der Verbreitungsgeschwindigkeit von Viren eingeführt)
- Verbessertes Power Management

### Plattform-Update
Am 27. Oktober 2009 wurde ein Plattform-Update für Windows Vista veröffentlicht. Es benötigt Service Pack 2 und enthält sowohl neue Komponenten, die mit Windows 7 ausgeliefert wurden, als auch aktualisierte Laufzeitbibliotheken.

### Erweiterter Kernel
Drei Jahre nach dem Supportende wurde im August 2020, auf der Plattform MSFN, ein inoffizieller Kernel für Windows Vista entwickelt und veröffentlicht, welcher verschiedene Schnittstellen von Windows 7 Service Pack 1 beinhaltet. Dadurch wird es möglich, auf der Windows Vista Plattform unter anderem die neuste Version von Mozilla Firefox und Google Chrome zu installieren, welche ihren Support jeweils im Jahr 2018 mit Version 52.9, beziehungsweise im Jahr 2016 mit Version 49 eingestellt hatten. Das Projekt befindet sich zurzeit noch in einer Alphaphase.

## Kritik

### Hardwarevoraussetzungen
Während Microsoft behauptete, Windows Vista liefe auf fast allen ab 2006 verkauften PCs, hielten die höheren Anforderungen einiger Premiumfunktionen wie Aero einige Benutzer von einem Update ab. Dieses Problem betraf neben einigen Desktop-PCs vor allem tendenziell leistungsschwächere Laptops, da diese oftmals zu wenig Arbeitsspeicher aufwiesen und häufig der Grafikkarte oder integrierten Grafik DirectX 9 fehlte, was für die Ausführung von Aero erforderlich ist.

### Benutzerkontensteuerung
Die Benutzerkontensteuerung verhindert, dass Software ohne Wissen des Benutzers Administratorrechte erhalten und so grundlegende Einstellungen des Systems stillschweigend ändern kann. So stellt die Benutzerkontensteuerung ein mächtiges Sicherheitsfeature dar. Sie wurde jedoch dafür kritisiert, zu viele Abfragen zu stellen, so dass sie für den Benutzer lästig wird, was dazu verleiten konnte, die Funktion zu deaktivieren. Dieses Problem hat Microsoft mit dem Service Pack 1 entschärft, indem die Anzahl der Abfragen deutlich reduziert wurde.

### Inkonsistente Übersetzung
Die Zeitschrift c’t berichtete, die Qualität der deutschen Übersetzung falle gegenüber anderen Microsoft-Produkten deutlich ab. Viele Texte und Dialoge seien verwirrend, uneinheitlich oder unverständlich, etwa durch Wortschöpfungen wie „blocken“ statt „blockieren“.

### DOS-Programme
Das 16-Bit-Subsystem der 32-Bit-Version von Windows Vista schränkt DOS-Programme innerhalb der NTVDM auf die Nutzung von 32 MB Arbeitsspeicher ein. Der Vorgänger Windows XP besaß diese Einschränkung nicht. Die 64-Bit-Version enthält wie schon Windows XP Professional x64 Edition und Windows Server 2003 64-Bit kein 16-Bit-Subsystem.

### Lizenzbeschränkungen
Für die Versionen für Heimanwender Home Basic und Home Premium galt bis Januar 2008 die Beschränkung, dass diese nicht in einer virtuellen Maschine eingesetzt werden durften. Somit war es nicht erlaubt, Vista etwa unter Parallels auf einem Rechner von Apple neben Mac OS X zu nutzen. Diese Möglichkeit war erst in den teureren Business- oder Ultimate-Lizenzen enthalten. Als Erklärung für das Verbot gab Microsoft an, dass die Virtualisierung nur für Geschäftskunden von Belang sei und ein Sicherheitsrisiko darstelle. Ende Januar 2008 hob Microsoft dieses Verbot jedoch auf.

### Verkaufsverbotsandrohung
Ende März 2006 hat die Europäische Union Microsoft mit einem Verkaufsstopp gedroht, falls weiterhin die Auflagen der EU (etwa die Offenlegung der Kommunikationsschnittstellen des Betriebssystems) nicht beachtet würden.

## Marktdurchdringung
Allgemein wird Windows Vista im Vergleich zum Vorgänger Microsoft Windows XP und zum Nachfolger Microsoft Windows 7 in den Medien ein eher geringer Erfolg bescheinigt. Microsoft selbst kommentierte die Verkaufszahlen positiv, das System wurde laut Angaben des Herstellers im ersten Verkaufsjahr 2007 mehr als 100 Mio. Mal verkauft. In diesem Zeitraum wurden weltweit 271 Millionen PCs und Notebooks verkauft. Im Vergleich dazu verkaufte Microsoft Windows XP im ersten Verkaufsjahr 2002 67 Millionen Mal, in diesem Jahr gab es weltweit 132 Millionen verkaufte PCs.
Gianfranco Lanci, Präsident des PC-Herstellers Acer, kritisierte im Juli 2007, dass Windows Vista im Gegensatz zu früheren Windows-Versionen nur wenige Anreize zum Kauf von neuen PCs gegeben habe.
Das US-Verkehrsministerium hat im Januar 2007 seinen Mitarbeitern eine Aufrüstung auf Windows Vista untersagt; ein ähnliches Verbot wurde im US-Luftfahrtministerium (FAA) erlassen. Zahlreiche Unternehmen hatten den Umstieg verschoben. Ende Juni 2008 wurde unter anderem von Intel, General Motors und Daimler erklärt, Windows Vista zu überspringen.
Ende Februar 2008 hat Microsoft angekündigt, die Preisempfehlungen für Windows Vista teilweise deutlich zu senken. Begründet wurde dies mit dem Versuch, weitere Kunden zu einem Update auf Vista zu bewegen. Im April 2008 wurden Pläne für eine Marketingoffensive bekannt, die neben Vista auch das Online- und Handygeschäft von Microsoft fördern sollten. Die Resonanz auf das System vor dem SP1, die geringere Performance und die daher schlechte Benutzbarkeit auf Mini-Notebooks werden als weitere Gründe für diesen Schritt angesehen.

## Sonstiges
In Deutschland wurde im Januar 2007 das Windows Vista – Das Offizielle Magazin veröffentlicht. Die Zeitschrift wurde vom Computec Verlag zum Preis von 7,99 € herausgegeben. Anfang Mai 2007 erschien das Magazin Vista Komplett der VU Verlagsunion.